# Kaumagen
Der Kaumagen oder Muskelmagen (Ventriculus muscularis, auch Ventriculus pars muscularis) ist ein mit dicken Muskeln ausgestattetes Organ im Verdauungstrakt von Vögeln, Reptilien, Fischen, im übertragenen Sinne (nicht homolog) auch bei wirbellosen Tieren (hier meist Proventriculus genannt). Auch bei Dinosauriern wird er vermutet. Ausgestattet mit Hartteilen wie Reibplatten, Leisten oder „Zähnen“ sowie unter Umständen mit Gastrolithen (Magensteinen), dient er der Zerkleinerung der Nahrung und somit als eine Art Ersatz für die bei anderen Tiergruppen durch Kauen (im Mundraum mittels Zähnen) vorgenommene Zerkleinerung.

## Vogelmagen

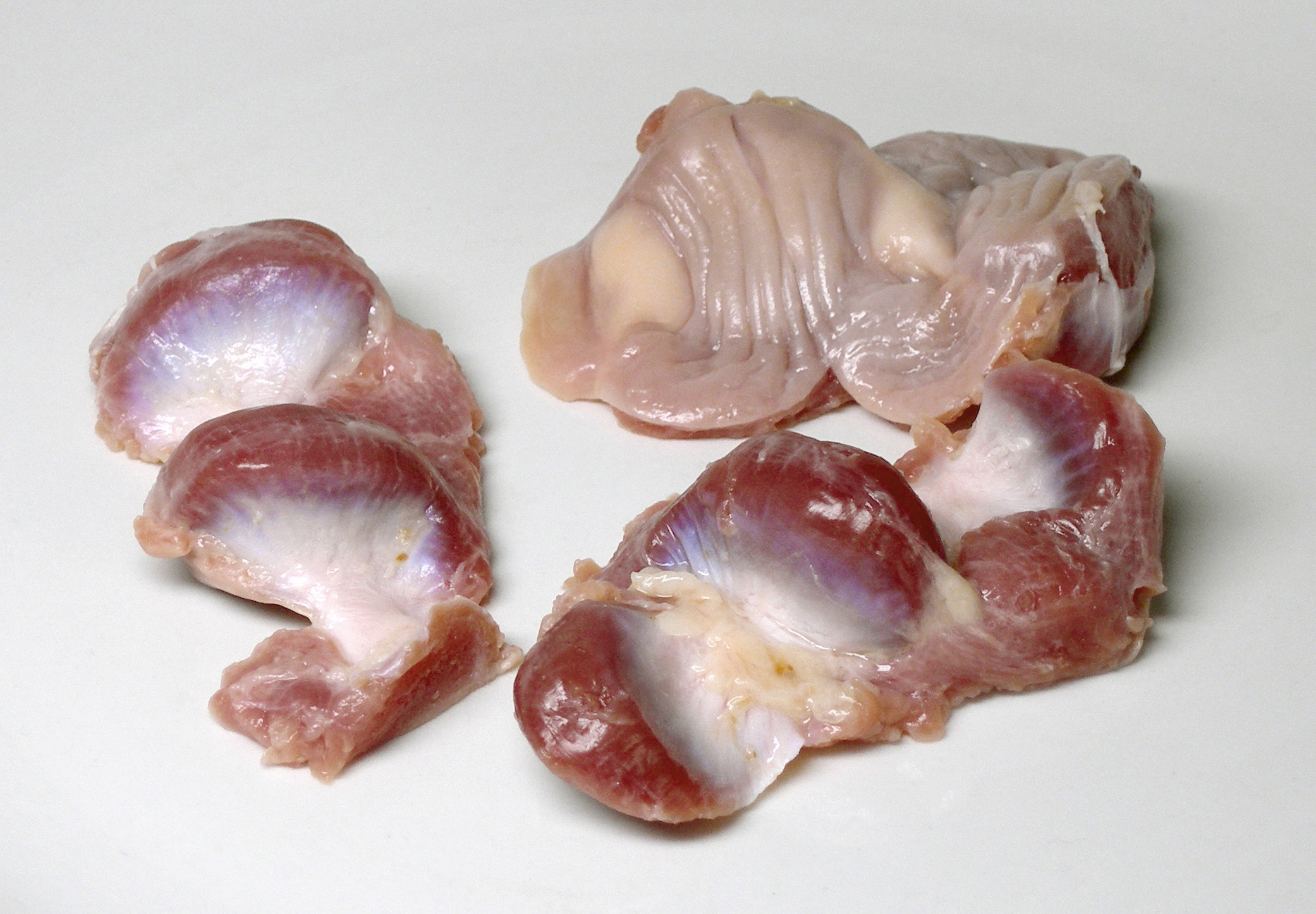
Aufgeschnittene Kaumägen vom Huhn

Ein separater Muskelmagen findet sich vor allem bei pflanzenfressenden (herbivoren) Vögeln, insbesondere bei Körnerfressern.
Beim Vogelmagen ist der Kaumagen der zweite Magen nach dem Drüsenmagen (Ventriculus glandularis oder Proventriculus). Der Muskelmagen der Vögel ist ausgekleidet mit der gastralen Schleimhaut (Tunica mucosa), darunter sitzt ein Unterschleimhautgewebe (Tela submucosa), gefolgt von der eigentlichen Muskelschicht (Tunica muscularis). Seine Wand besteht überwiegend aus glatter Muskulatur. Sie lässt sich anatomisch in vier separate Muskeln gliedern. Die innere Oberfläche des Muskelmagens wird von einer derben, gelblichgrünen Schicht, der Cuticula gastrica, ausgekleidet, die aus einem erstarrten Drüsensekret besteht. Sie besteht aus dem Kohlenhydrat-Protein-Komplex Koilin, mit ähnlichen Eigenschaften wie Keratin. Die Cuticula dient als Reibeplatte, auf der die aufgenommenen Magensteinchen (Gastrolithe oder Grit genannt) die Nahrung zermahlen.
Geflügelkaumagen ist Bestandteil des Geflügelkleins und findet Verwendung in der asiatischen, afrikanischen, südeuropäischen, ungarischen und jüdisch-koscheren Küche, unter anderem gebraten auf Salat oder in Suppen.
Bei Vögeln können verschiedene Fadenwürmer im Muskelmagen parasitieren. Bei Wasservögeln kommen Amidostomum acutum, Echinuria uncinata, Epomidiostomum uncinatum, Streptocara crassicauda und Gastrotaenia cygni vor, bei Tauben Hadjelia truncata, bei Greifvögeln Physaloptera spp., Procyrnea uncinipenis bei Emus und Rheas.

## Fische
Verschiedene Entwicklungslinien von Knochenfischen haben konvergent zueinander Muskelmägen entwickelt. Dabei handelt es sich in fast allen Fällen um pflanzenfressende (herbivore) Arten, selten um Nutzer toter pflanzlicher Substanz (Detritivore). Muskelmägen existieren bei zahlreichen Vertretern der Meeräschen (Mugilidae), Doktorfische (Acanthuridae) und Nagebarsche (Girellidae). Zumindest die Meeräschen benutzen teilweise auch Gastrolithe.

## Reptilien
Unter den lebenden (rezenten) Reptilien besitzt nur eine Gruppe einen muskulösen Kaumagen: die Krokodile. Obwohl diese auch Magensteine aufnehmen, wurde eine Funktion für die Nahrungserschließung für diese bestritten und erscheint heute unwahrscheinlich.

## Sauropoden
Die Existenz eines Kaumagens bei sauropoden Dinosauriern ist vor allem aus dem Fund von Gastrolithen, meist poliert wirkenden Kieseln, in den fossilen Skeletten geschlossen worden. Nach neueren Untersuchungen erscheint aber eine Funktion der Magensteine für diesen Zweck sehr unwahrscheinlich. Hinweise auf entsprechende Funktion bieten zum Beispiel der Oviraptosaurier Caudipteryx und der Theropode Sinornithomimus. Dies deutet auf eine Entstehung des Kaumagens in der erweiterten Stammgruppe der Vögel hin.

## Wirbellose
Rädertierchen verfügen über einen Mastax (Pl. Mastaces) genannten Kaumagen, welcher aus kieferartigen, komplexen Gerüsten aus einzelnen stäbchen-, schild- oder plattenförmigen, chitinhaltigen Hartteilen, den sogenannten Trophi (Sg. Trophus) besteht. In dem Mastax kann, je nach Form, die Nahrung durch Einsaugen, Zermahlen oder Zerquetschen zerkleinert werden. Auch Regenwürmer haben einen Kaumagen.